# Westin Virginia Beach Town Center

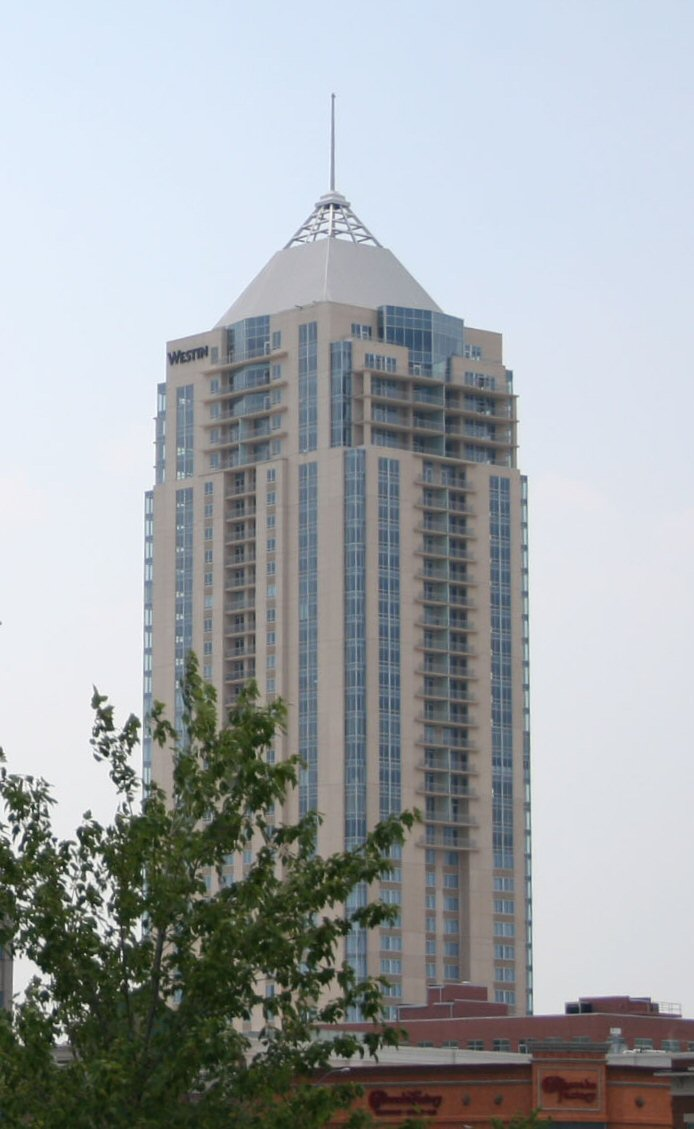
Westin Virginia Beach Town Center (Foto 2008)

Das Westin Virginia Beach Town Center, voll ausgeschrieben The Westin Virginia Beach Town Center & Residences, ist ein Wolkenkratzer in Virginia Beach, Virginia. Entworfen wurde es von Brennan Beer Gorman Monk Architects. Die Bauzeit betrug zwei Jahre, fertiggestellt und für Privatleute zugänglich ist es seit 2007. Es zählt insgesamt 38 Stockwerke, davon 5 als Parkfläche benutzt. in den Stockwerken 3 bis 16 betreibt Westin Hotels & Resorts ein Hotel mit insgesamt 236 Zimmern. Die restlichen, oberen Stockwerke 17 bis einschließlich 36 bieten Platz für insgesamt 119 Eigentumswohnungen verschiedener Größe. Das Gebäude ist Teil des Virginia Beach Town Center-Komplexes.
Seit der Fertigstellung ist es das höchste Gebäude im Bundesstaat Virginia und mit knapp 155 Metern 18 Meter höher als das James Monroe Building in Richmond.